# Bahnstrecke Schwerin–Parchim
| Verlauf der Bahnstrecke Schwerin–Parchim |                                                   |                                       |                                       |
| Streckennummer: | 6933                                              |                                       |                                       |
| Kursbuchstrecke (DB): | 152                                               |                                       |                                       |
| Kursbuchstrecke: | 104b (1934) 118d (1946)                           |                                       |                                       |
| Streckenlänge: | 39,9 km                                           |                                       |                                       |
| Spurweite: | 1435 mm (Normalspur)                              |                                       |                                       |
| Streckenklasse: | CE                                                |                                       |                                       |
| Streckengeschwindigkeit: | 80 km/h (Schwerin-Görries – Crivitz) bzw. 60 km/h |                                       |                                       |
| Zugbeeinflussung: | PZB                                               |                                       |                                       |
| |                                                   |                                       |                                       |
| \| \| \| von Wismar \| \| \| \| \| nach Sacktannen \| \| \| \| 5,6 \| Schwerin-Görries \| Schwerin-Görries \| \| \| \| nach Hagenow und Ludwigslust \| \| \| \| 6,3 \| Awanst Industriegebiet Wüstmark \| Awanst Industriegebiet Wüstmark \| \| \| 6,4 \| Schwerin-Wüstmark \| Schwerin-Wüstmark \| \| \| \| zum Straßenbahn-Betriebshof Haselholz \| \| \| \| 8,85 \| Schwerin Industriepark \| Schwerin Industriepark \| \| \| 9,2 \| Schwerin Stern (Buchholz) \| Schwerin Stern (Buchholz) \| \| \| \| ehem. Bundeswehranschluss \| \| \| \| \| Awanst Kieswerk Consrade \| \| \| \| \| Stör \| \| \| \| 14,4 \| Plate (Meckl) \| Plate (Meckl) \| \| \| 18,1 \| Sukow (b Schwerin) \| Sukow (b Schwerin) \| \| \| 24,3 \| Crivitz \| Crivitz \| \| \| 29,7 \| Ruthenbeck \| Ruthenbeck \| \| \| 32,7 \| Friedrichsruhe (Meckl) \| Friedrichsruhe (Meckl) \| \| \| 37,5 \| Domsühl \| Domsühl \| \| \| 39,5 \| Zieslübbe \| Zieslübbe \| \| \| \| von Karow \| \| \| \| 45,5 \| Parchim \| Parchim \| \| \| \| nach Suckow \| \| \| \| \| nach Ludwigslust \| \| |                                                   |                                       |                                       |
| Strecke |                                                   | von Wismar                            | von Wismar                            |
| Abzweig geradeaus und von rechts |                                                   | nach Sacktannen                       | nach Sacktannen                       |
| Dienststation / Betriebs- oder Güterbahnhof | 5,6                                               | Schwerin-Görries                      | Schwerin-Görries                      |
| Abzweig geradeaus und nach rechts |                                                   | nach Hagenow und Ludwigslust          | nach Hagenow und Ludwigslust          |
| Abzweig geradeaus und nach rechts | 6,3                                               | Awanst Industriegebiet Wüstmark       | Awanst Industriegebiet Wüstmark       |
| Haltepunkt / Haltestelle | 6,4                                               | Schwerin-Wüstmark                     | Schwerin-Wüstmark                     |
| Abzweig geradeaus und nach links |                                                   | zum Straßenbahn-Betriebshof Haselholz | zum Straßenbahn-Betriebshof Haselholz |
| Haltepunkt / Haltestelle | 8,85                                              | Schwerin Industriepark                | Schwerin Industriepark                |
| Dienststation / Betriebs- oder Güterbahnhof | 9,2                                               | Schwerin Stern (Buchholz)             | Schwerin Stern (Buchholz)             |
| Abzweig geradeaus und ehemals nach rechts |                                                   | ehem. Bundeswehranschluss             | ehem. Bundeswehranschluss             |
| Abzweig geradeaus und nach links |                                                   | Awanst Kieswerk Consrade              | Awanst Kieswerk Consrade              |
| Brücke über Wasserlauf |                                                   | Stör                                  | Stör                                  |
| Bahnhof | 14,4                                              | Plate (Meckl)                         | Plate (Meckl)                         |
| Haltepunkt / Haltestelle | 18,1                                              | Sukow (b Schwerin)                    | Sukow (b Schwerin)                    |
| Bahnhof | 24,3                                              | Crivitz                               | Crivitz                               |
| Haltepunkt / Haltestelle | 29,7                                              | Ruthenbeck                            | Ruthenbeck                            |
| Haltepunkt / Haltestelle | 32,7                                              | Friedrichsruhe (Meckl)                | Friedrichsruhe (Meckl)                |
| Haltepunkt / Haltestelle | 37,5                                              | Domsühl                               | Domsühl                               |
| ehemaliger Haltepunkt / Haltestelle | 39,5                                              | Zieslübbe                             | Zieslübbe                             |
| Abzweig geradeaus und von links |                                                   | von Karow                             | von Karow                             |
| Bahnhof | 45,5                                              | Parchim                               | Parchim                               |
| Abzweig geradeaus und ehemals nach links |                                                   | nach Suckow                           | nach Suckow                           |
| Strecke |                                                   | nach Ludwigslust                      | nach Ludwigslust                      |

Die Bahnstrecke Schwerin–Parchim ist eine nicht elektrifizierte, eingleisige Nebenbahn im Westen Mecklenburg-Vorpommerns, die im Betriebsbahnhof Schwerin-Görries von der Hauptstrecke Schwerin–Hagenow Land in Richtung Osten abzweigt. Sie verbindet die Städte Parchim und Crivitz mit der Landeshauptstadt Schwerin.

## Streckenverlauf

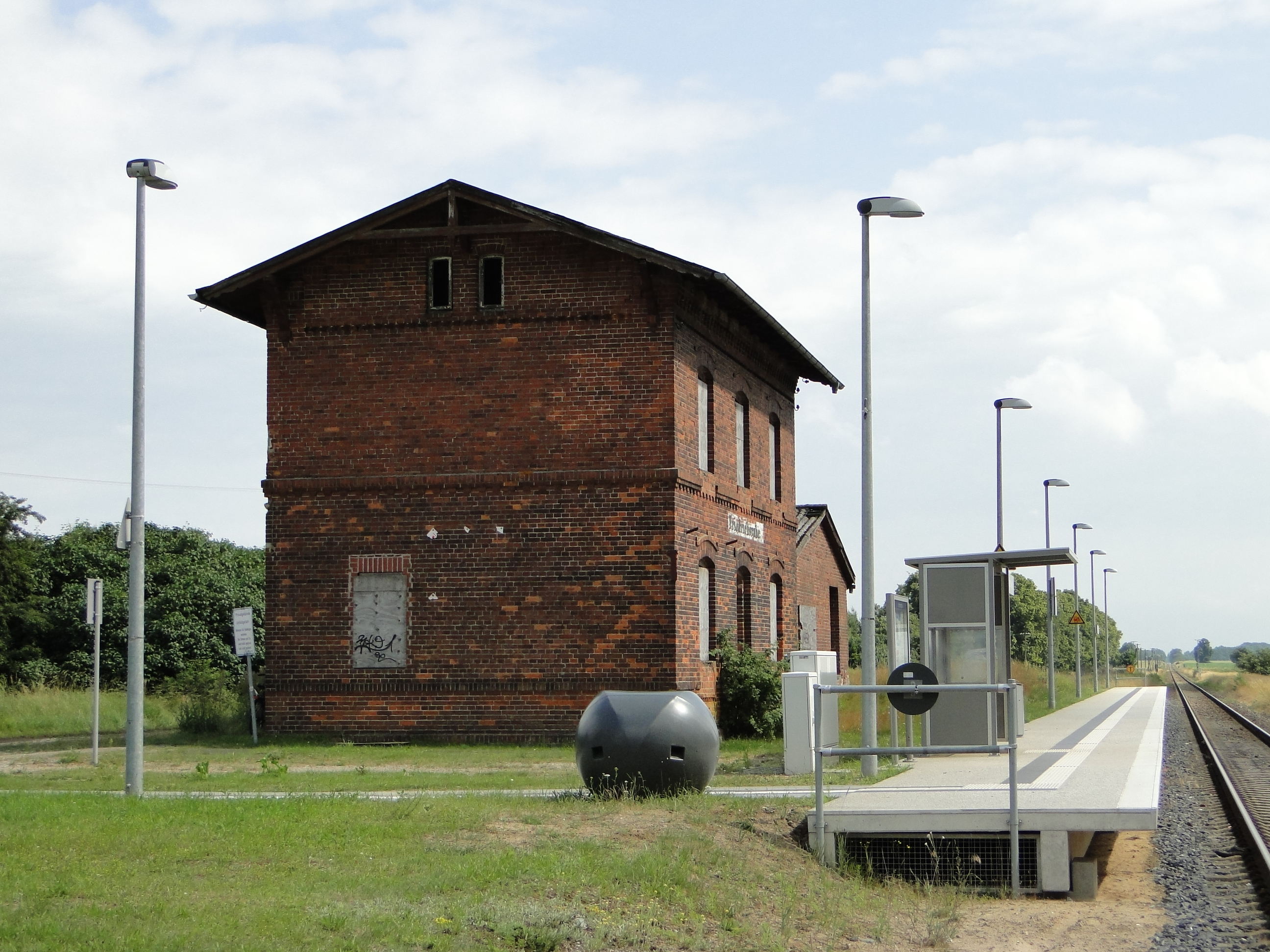
Haltepunkt Friedrichsruhe (Mecklenburg)

Die Strecke zweigt etwa vier Kilometer südlich des Schweriner Hauptbahnhofs im Bahnhof Schwerin-Görries von der Bahnstrecke Ludwigslust–Wismar nach Südosten ab. Nach zwei Kilometern ist der Haltepunkt Wüstmark erreicht, an dem eine Übergangsmöglichkeit zur Straßenbahn besteht. Etwa drei Kilometern weiter zweigt vor dem Bahnübergang der Landesstraße 72, beim Bahnhof Stern (Buchholz), das Anschlussgleis zum Betriebshof Haselholz und kurz dahinter ein Gleis zur ehemaligen Kaserne ab. In weitgehend gerader Streckenführung werden die Bundesautobahn 14 und kurz vor dem Bahnhof Plate die Stör überquert. Kurz nach dem Bahnhof wendet sich die Strecke in östliche Richtung und erreicht nach drei Kilometern den Haltepunkt Sukow. Weiter in nordöstlicher Richtung wird der östliche Rand der flachen Lewitz-Niederung erreicht und in einer Steigung mit Einschnitt der Streckenmittelpunkt Crivitz erreicht.
Kurz hinter dem Bahnhof wendet sich nach einer Brücke die Strecke nach Südosten. In einer Steigung (insgesamt etwa 20 Höhenmeter) wird eine dünn besiedelte und leicht hügelige Moränenlandschaft erreicht, die sich bis Parchim erstreckt. Die Strecke verläuft weitgehend parallel zur Bundesstraße 321 mit Haltepunkten in den Dörfern Ruthenbeck, Friedrichsruhe und Domsühl. Die letzten beiden Kilometer bis Parchim begleitet auf der südwestlichen Seite die Müritz-Elde-Wasserstraße die Strecke. Vor dem Bahnhof Parchim wird in einer Kurve nach Südwesten die Bahnstrecke von Karow erreicht. Beide Strecken überqueren parallel die Elde, bevor sie zusammengeführt wurden. Ursprünglich führten beide Strecken separat in den Bahnhof Parchim.

## Geschichte

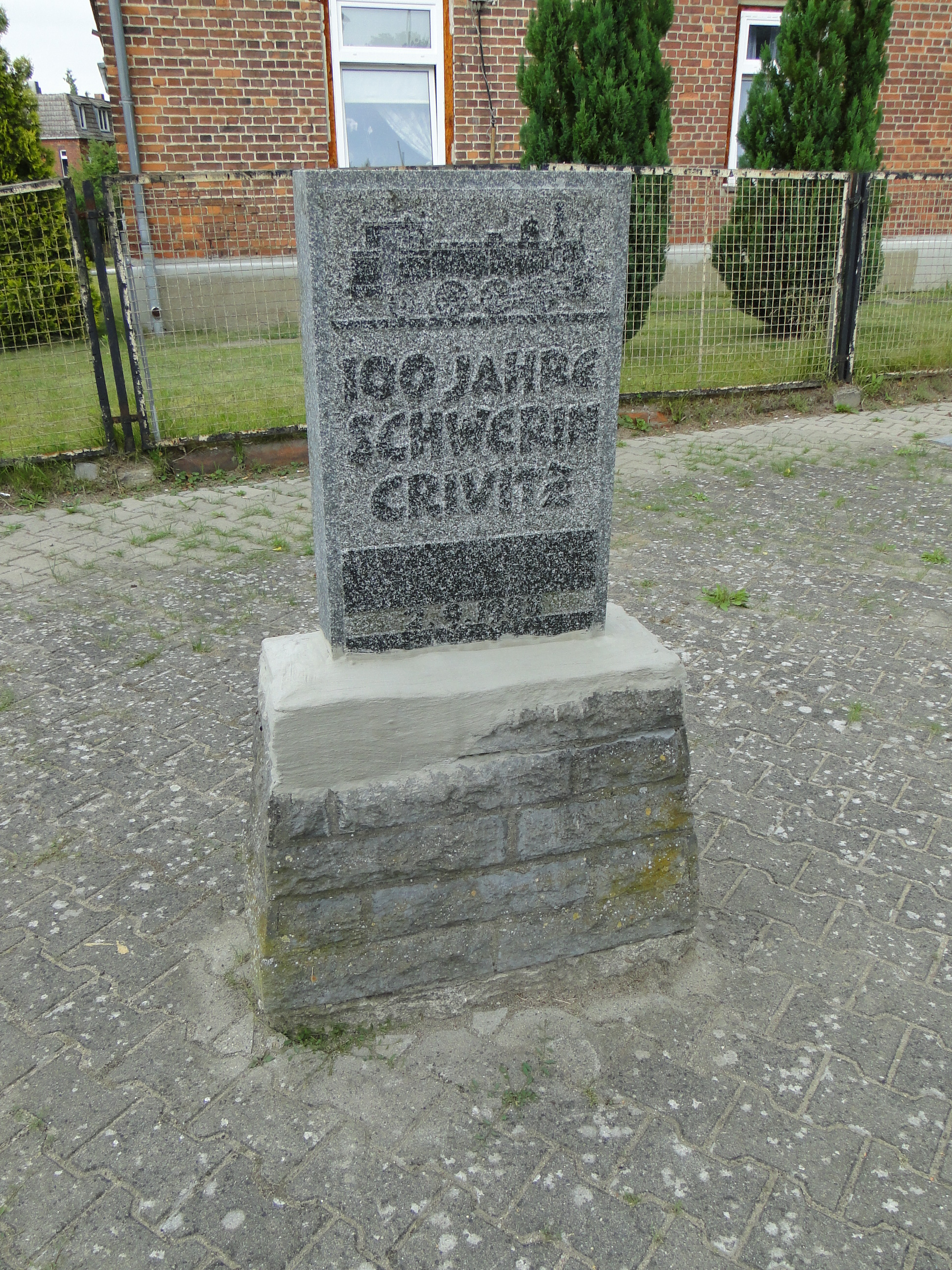
Gedenkstein 100 Jahre Bahnstrecke Schwerin–Crivitz

Die im Schweriner Stadtteil Krebsförden von der nach Süden führenden Strecke abzweigende, 19,1 Kilometer lange Teilstrecke bis Crivitz wurde am 2. September 1888 und das 21,3 Kilometer lange, anschließende Stück bis Parchim am 1. August 1899 eröffnet.
Das Zugangebot war vor dem Zweiten Weltkrieg mit drei bis vier Fahrten je Richtung nur sehr spärlich. Auch zu Zeiten der Deutschen Reichsbahn war das Angebot ähnlich.
1993 wurde der Bahnhof Stern (Buchholz) für den Personenverkehr geschlossen und drei Jahre später der Haltepunkt Zieslübbe aufgegeben. Das Angebot wurde 1993 auf einen angenäherten Zweistundentakt, 1996 auf einen Stundentakt verdichtet.
Nachdem die Stadtwerke Schwerin im Mai 1999 von der Verkehrsgesellschaft Mecklenburg-Vorpommern (VMV) in einer Ausschreibung den Zuschlag zum Betrieb des Personenverkehrs in der Relation Rehna–Schwerin–Parchim erhielten, gründeten sie im Jahr 2000 die Tochtergesellschaft MecklenburgBahn GmbH (MEBA) und bauten zur Fahrzeugwartung und -abstellung ein zwei Kilometer langes Anschlussgleis zum Straßenbahnbetriebshof Schwerin-Haselholz, der dazu erweitert wurde. Am 10. Juni 2001 nahm die MEBA den Verkehr auf den von Schwerin ausgehenden Strecken nach Parchim und nach Rehna mit sechs LINT 41-Triebwagen im Stundentakt auf (am Wochenende zum Teil Zweistundentakt), wobei die Züge von Parchim nach Rehna durchgebunden sind. Anfang 2005 fusionierte die MEBA mit der Veolia-Tochtergesellschaft Ostmecklenburgischen Eisenbahn GmbH (OME) zur Ostseeland Verkehr GmbH (OLA). Nachdem der Verkehrsvertrag für die Linie Rehna–Schwerin–Parchim von der VMV zunächst um ein Jahr bis Dezember 2009 verlängert wurde, erhielt die OLA im März 2009 den Zuschlag für drei weitere Jahre bis Ende 2012. Dabei wird montags bis freitags morgens ein zusätzlicher Schülerzug von Crivitz nach Schwerin bestellt. Damit wird auch dem Fahrgastzuwachs von 16 Prozent zwischen 2002 und 2008 auf jährlich 464.000 Fahrgäste Rechnung getragen.
Die im Ersten Weltkrieg erbaute 20 Meter lange und zuletzt nur noch mit 10 km/h befahrbare Störbrücke in Plate wurde Ende 2006 durch einen neuen Stahlüberbau ersetzt, die mit 80 km/h befahren werden kann. Auch in Crivitz wurde im April 2011 eine neue Stahltrogbrücke über eine Ortsstraße eingebaut, wodurch eine Langsamfahrstelle aufgehoben werden konnte. Nach Ausbaumaßnahmen konnte die Höchstgeschwindigkeit zwischen Schwerin-Görries und Crivitz auf 80 km/h erhöht werden.
Nach dem Auslaufen des Vertrags mit der OLA im Dezember 2013 vergab das Land Mecklenburg-Vorpommern als Aufgabenträger des Schienenpersonennahverkehr den Folgeauftrag an die Ostdeutsche Eisenbahn (ODEG).

## Betrieb
Der Güterverkehr zu den Anschlussstellen in Wüstmark und Stern (Buchholz) wird an drei Tagen in der Woche von einer in Bad Kleinen stationierten V 60 der Eisenbahngesellschaft Potsdam mbH (EGP) durchgeführt, die den Einzelwagenverkehr im Raum Schwerin im Auftrag von DB Cargo übernommen hat. Zusätzlich verkehren gelegentlich Ganzzüge mit Schüttgütern, die von nichtbundeseigenen Eisenbahnen traktioniert werden, zu den Anschlussstellen Stern (Buchholz) und seit Mitte 2012 auch zum Kieswerk Consrade.

## Planungen und Ausbau
Auf dem Streckenabschnitt von Crivitz nach Parchim sollte ursprünglich bis zum Jahr 2007 gemäß ÖPNV-Landesplan Mecklenburg-Vorpommern 2002-2007 die Höchstgeschwindigkeit von 60 auf 120 km/h erhöht werden.
Der Streckenausbau verzögerte sich jedoch. Im Juli 2010 genehmigte das Eisenbahnbundesamt den Ausbau der Strecke auf eine Geschwindigkeit von 100 km/h, mit dem sich die Fahrzeit zwischen Schwerin und Parchim um zehn Minuten auf 50 Minuten verringern sollte. Für die bis 2014 andauernde Streckenertüchtigung wurde mit Kosten von 10 Mio. Euro gerechnet. Der Brückenneubau in Crivitz kostete zusätzlich 1,2 Mio. Euro. Im August 2010 wurde mit dem Ausbau des Bahnhofs in Plate begonnen. Dieser erhielt einen zweiten Bahnsteig. Im Bahnhof Crivitz wurde ein Mittelbahnsteig errichtet und die Haltepunkte in Sukow, Friedrichsruhe und Domsühl wurden modernisiert. Alle Bahnsteige erhielten eine einheitliche Höhe von 55 Zentimeter, eine Länge von 100 Metern, Beleuchtungsanlagen und ein Wegeleitsystem. Der Haltepunkt in Ruthenbeck sollte aufgelassen werden, wurde aber nach örtlichen Protesten unsaniert belassen. Unbeschrankte Bahnübergänge wurden teils mit Schrankenanlagen versehen, einige Übergänge an Feldwegen geschlossen sowie vorhandene Schrankenanlagen modernisiert.
Zwischen dem Haltepunkt Schwerin-Wüstmark und dem ehemaligen Bahnhof Schwerin Stern (Buchholz) wurde der neue, barrierefreie Haltepunkt Schwerin Industriepark zur besseren Erschließung des angrenzenden Industriegebietes gebaut. Die Baukosten für den 100 Meter langen Bahnsteig betrugen 1,9 Millionen Euro. Die Inbetriebnahme erfolgte zum Fahrplanwechsel 2024/25 am 15. Dezember 2024.